# تفجير ديار بكر (نوفمبر 2016)
تفجير ديار بكر في 4 نوفمبر 2016 هو هجوم ناتج عن انفجار سيارة ملغمة، وهو الهجوم الأول الذي يتبناه تنظيم الدولة الإسلامية (داعش) رسميا على الأراضي التركية. الحصيلة الأولية للهجوم هي 11 قتيلا وحوالي مائة جريح.

الحكومة التركية كانت في البداية قد اتهمت حزب العمال الكردستاني بتنفيذ الهجوم قبل أن تتراجع عن ذلك.

## السياق
جاء هذا التفجير يومين بعد بث الرسالة الصوتية لأبو بكر البغدادي زعيم تنظيم الدولة الإسلامية (داعش). نادى البغدادي مسلحيه بالهجوم على تركيا، المتدخلة بصفة واسعة في الحرب على الإرهاب في سوريا والعراق.
في الليلة الفاصلة بين 3 و4 نوفمبر، وفي إطار الملاحقات التي تبعت المحاولة الانقلابية في يوليو 2016، تم توقيف 9 من قيادات حزب الشعوب الديمقراطي الكردي من بينهم زعيم الحزب صلاح الدين دميرطاش. كرد فعل على هاته الاعتقالات، إنطلقت مظاهرات لأنصار الحزب في عدة مدن كبرى. توجد إمكانية أن تنظيم الدولة الإسلامية استغل هذه الاضطرابات لتنفيذ هجومه.[وفقًا لِمَن؟]

## الأحداث
في صباح يوم 4 نوفمبر 2016، في حوالي الساعة 8:00 صباحا (ت ع م+03:00)، سيارة مفخخة بحوالي ثلاثة أطنان من المتفجرات تنفجر قرب مركز شرطة في ديار بكر، مدينة واقعة في جنوب شرق تركيا وذات أغلبية كردية وتعتبر عاصمة كردستان تركيا في جنوب شرق الأناضول. نزل جزء من سكان المدينة للشارع غاضبين ورافعين لشعارات لعادية للحكومة، تم تفريقهم بعد ذلك من قبل الشرطة بإطلاق النار في الهواء.

## الخسائر
آخر حصيلة تشير إلى 11 قتيلا من بينهم شرطيين إثنين ومئات الجرحى. وجد المسلح القائم بالهجوم مقتولا.

عدة مباني وخاصة مبنى الشرطة وكذلك عدة سيارات تضررت بشدة من جراء الانفجار.

## التبني
في البداية، اتهمت الحكومة التركية حزب العمال الكردستاني بالقيام بهذا الهجوم، ردا على اعتقال عدة قيادات من حزب الشعوب الديمقراطي الكردي.
في النهاية، تبنى تنظيم الدولة الإسلامية (داعش) هذا الهجوم. يعتبر هذا التبني الأول لتنظيم الدولة لهجوم أقيم على الأراضي التركية. حتى هذا الوقت، لم يتبنى التنظيم أي هجوم استهدف تركيا والذي عادة ما ينسبون إليه (ابتداءا من تفجير سروج 2015 وصولا إلى تفجير غازي عنتاب (أغسطس 2016)).

## ردود الفعل

### دول
- البحرين: أدانت البحرين «بشدة» التفجير «الإرهابي» الذي استهدف مبنى مديرية أمن ديار بكر، جنوب شرقي تركيا وأسفر عن مقتل وإصابة عشرات الاشخاص.[2]
- اليمن: دانت الجمهورية اليمنية بشدة التفجير الإرهابي الذي وقع يوم بالقرب من مبنى مديرية أمن ديار بكر جنوب شرق جمهورية تركيا والذي أسفر عن مقتل وإصابة العشرات.[3]
- العراق: أدان إقليم كردستان العراق، التفجير الإرهابي الذي وقع، اليوم، في ولاية ديار بكر جنوب شرقي تركيا.[4]
- ألمانيا: أدان وزير الخارجية الألماني، فرانك والتر شتاينماير، التفجير الإرهابي الذي وقع في ولاية ديار بكر جنوب شرقي تركيا وأسفر عن سقوط قتلى وجرحى.[5]

### منظمات
- الإتحاد الأوروبي: ادان الاتحاد الأوروبي اليوم الجمعة التفجير الإرهابي الذي شهدته مدينة (ديار بكر) جنوب شرقي تركيا على يد افراد من حزب العمال الكردستاني ما أسفر عن مقتل وإصابة عشرات الاشخاص.[6]
- الأمم المتحدة: أدان الأمين العام للأمم المتحدة، بان كي مون، الهجوم الإرهابي الذي شهدته ولاية ديار بكر، جنوب شرقي تركيا وأسفر عن وقوع قتلى وجرحى.[7]